# Salisbury, Missouri
Salisbury är en ort i Chariton County i Missouri. Orten fick sitt namn efter grundaren Lucius Salisbury.